# Zham (köpinghuvudort i Kina, Tibet Autonomous Region, lat 27,98, long 85,98)
Zham (kinesiska: Zhangmu, 樟木, Zhangmu Zhen, 樟木镇) är en köpinghuvudort i Kina. Den ligger i den autonoma regionen Tibet, i den sydvästra delen av landet, omkring 530 kilometer väster om regionhuvudstaden Lhasa. Antalet invånare är 3 469. Befolkningen består av 1 519 kvinnor och 1 950 män. Barn under 15 år utgör 15,0 %, vuxna 15-64 år 81 %, och äldre över 65 år 2,0 %.
Runt Zham är det mycket glesbefolkat, med 2 invånare per kvadratkilometer. Närmaste större samhälle är Chongdui, 18,6 km norr om Zham. I omgivningarna runt Zham växer i huvudsak blandskog.